# Scream (série de filmes)
Scream (no Brasil, Pânico / em Portugal, Gritos) é uma série de filmes americana de suspense e terror. Criada por Kevin Williamson e Wes Craven, os filmes pertencem ao subgênero slasher e utilizam de metalinguagem para criarem situações e criticarem outros filmes de terror e até mesmo os filmes de terror da própria série. A série de filmes Scream apresenta uma longa lista de personagens, primeiramente criadas por Williamson, com contribuições de Craven e Ehren Krueger. A série é composta por seis filmes (com um sétimo sendo gravado) e estrelada por Neve Campbell, Courteney Cox e David Arquette durante os 4 primeiros filmes, sendo estrelada por Melissa Barrera, Jenna Ortega, Mason Gooding e Jasmin Savoy Brown nos filmes 5 e 6. Ela arrecadou mais de 910 milhões de dólares em bilheterias do mundo todo. O primeiro filme foi lançado em 20 de dezembro de 1996, seguido pelo segundo filme em 12 de dezembro de 1997 e pelo terceiro filme em 4 de fevereiro de 2000. O quarto filme foi lançado onze anos depois, em 15 de abril de 2011. 11 anos depois, em janeiro de 2022, foi lançado o quinto filme da franquia, intitulado apenas com o nome original, Scream (Pânico). Em março de 2023, o sexto filme da franquia foi lançado.
Os filmes seguem a personagem Sidney Prescott (Neve Campbell), uma jovem que se torna vítima de uma sucessão de assassinos que adotam o disfarce de Ghostface para perseguir e atormentar suas vítimas. Durante os filmes, Sidney recebe apoio da repórter Gale Weathers  (Courteney Cox) e do policial Dewey Riley (David Arquette). A adaptação para a televisão da série de filmes foi lançada pela MTV em 30 de junho de 2015.
O roteiro original de Kevin Williamson foi comprado pela Miramax e desenvolvido sob o rótulo Dimension Films por Bob e Harvey Weinstein, que recrutaram Wes Craven para dirigir, que por sua vez recrutou o compositor Marco Beltrami para trilha sonora instrumental do filme. Essa equipe esteve envolvida em cada filme da série, embora Kevin Williamson tenha sido obrigado a assumir um papel menor para Scream 3, onde escreveu apenas um breve resumo do enredo devido aos seus compromissos com outros projetos, com Ehren Kruger substituindo-o como roteirista. 
A violência presente na série resultou em conflitos com a Motion Picture Association of America e meios de comunicação relativos a censura, o que terminou com a redução da violência e do splatter em Scream 3, quando o Massacre de Columbine trouxe foco maior sobre a influência da mídia na sociedade. Scream tornou-se diferenciado de outras produções usando atores famosos, que na época eram raros em filmes de terror, mas graças ao sucesso da série foi se tornando mais comum.
A série recebeu críticas positivas e significativas dos críticos, Scream foi elogiado por revitalizar o gênero de terror no final dos anos 90 pela combinação de um filme tradicional slasher com humor, consciência do clichê de filmes de terror e um enredo inteligente. A série de filmes é a sexta de maior bilheteria no mundo em seu gênero. A série de filmes já ganhou vários prêmios, incluindo o Prêmio Saturno de Melhor Atriz em cinema (Neve Campbell; 1996) e o MTV Movie Awards de Melhor Filme (Scream; 1997) e  Melhor Atuação Feminina (Neve Campbell; 1998).

## Filmes

### Scream(1996)
A série de filmes começou com Scream (Pânico), estreando em 20 de dezembro de 1996. Baseado em um roteiro do roteirista Kevin Williamson e dirigido por Wes Craven, criador da franquia A Nightmare on Elm Street, Scream ofereceu uma abordagem auto-referencial aos filmes de terror ao apresentar um elenco de personagens cientes das convenções e clichês do gênero e capazes de usá-los para sobreviver. 
O filme conta a história da adolescente Sidney Prescott, que é perseguida por um assassino misterioso chamado Ghostface, enquanto lida com o aniversário do assassinato de sua mãe. 
O filme foi um sucesso financeiro e recebeu aclamação da crítica especializada por sua desconstrução do gênero de terror. É creditado por revitalizar o gênero de terror nos anos 90 e inspirar uma série de imitadores. Foi particularmente notável por seu elenco de atores e atrizes consagrados e populares, o que antes era incomum em filmes de terror.

### Scream 2(1997)
A série continuou com Scream 2 (Pânico 2), estreando em 12 de dezembro de 1997. Escrito por Williamson e dirigido por Craven, lançado menos de um ano após o filme original. Assim como o primeiro Scream, o filme apresenta personagens cientes do gênero de terror e das convenções usadas em suas sequências, zombando delas ao mesmo tempo em que são suas vítimas. 
Situado em 1998, o filme novamente se concentra na personagem de Sidney Prescott, agora uma estudante universitária, enquanto uma série de novos crimes começa emulando os assassinatos originais, o assassino novamente usando o disfarce de Ghostface.
O filme obteve sucesso financeiro e recebeu elogios semelhantes da crítica por sua desconstrução das sequências dos filmes de terror e seus comentários sobre a influência da mídia na sociedade. O roteiro de Pânico 2 vazou durante a produção, revelando a identidade dos assassinos e, portanto, o roteiro foi extensamente reescrito, mudando a identidade dos assassinos, embora sua motivação permanecesse a mesma.

### Scream 3(2000)
A série continuou com Scream 3 (Pânico 3), lançado em 4 de fevereiro de 2000. Assim como os filmes anteriores, o filme foi dirigido por Craven, mas Kevin Williamson foi substituído como roteirista por Ehren Kruger, que finalizou um roteiro baseado em várias ideias fornecidas por Williamson. 
Situado em 2000, o filme mostra Sidney Prescott enfrentando um novo assassino e a verdade sobre sua mãe que levou ao início dos assassinatos de Ghostface. O filme, como seus antecessores, apresenta personagens que conhecem as convenções do terror, neste caso as regras e a estrutura de um último filme numa trilogia. Pânico 3 teve menos sucesso do que os dois filmes anteriores, e críticos notaram que o filme se tornou semelhante aos filmes de terror que originalmente parodiava. Outros criticaram a mudança de tom, focando mais no humor em vez de terror e violência. No entanto, os críticos que reagiram positivamente apoiaram essa mudança de tom e elogiaram o filme por completar com sucesso a trilogia.

### Scream 4(2011)
Em julho de 2008, a The Weinstein Company anunciou o desenvolvimento de uma nova sequência, Scream 4 (Pânico 4), escrita por Williamson com Craven sendo garantido como diretor para o projeto em março de 2010. Em maio de 2010, Cathy Konrad, produtora dos três filmes originais de Pânico, entrou com um processo de US$ 3 milhões contra a The Weinstein Company, alegando que eles violaram um acordo com a empresa dela, a Cat Entertainment, que lhe dava os primeiros direitos para produzir todos os filmes de Pânico. Em abril de 2011, foi relatado que o caso havia sido resolvido fora do tribunal pela The Weinstein Company. 
O filme passou por refilmagens de algumas cenas em janeiro de 2011 com Wes Craven afirmando que deveriam melhorar algumas cenas, mas que o final permanecia intacto, rebatendo as críticas de que, após uma exibição-teste em 6 de janeiro de 2011, o filme poderia sofrer mudanças significativas devido a avaliações ruins do público.
O quarto filme estreou em 15 de abril de 2011, se passando dez anos após o filme anterior e mais uma vez seguindo Sidney Prescott quando ela retorna a Woodsboro, a cidade fictícia onde o filme acontece, na última parada da turnê de seu livro "Saindo das Trevas", coincidindo novamente com o início de outra série de assassinatos, novamente sendo cometidos por alguém usando o disfarce de Ghostface.

### Scream(2022)
Em 2011, Wes Craven confirmou que foi contratado para trabalhar no quinto e no sexto capítulo da franquia Pânico se o quarto filme fosse bem recebido. Após as dificuldades com o roteiro de Pânico 2, Pânico 3 e Pânico 4, muitas vezes com as páginas prontas apenas no dia da filmagem, e o estresse relacionado à situação, Craven afirmou que precisaria ver uma versão finalizada de um roteiro para Pânico 5 antes de se comprometer com a produção. Williamson também confirmou que tinha obrigações contratuais para os roteiros de Pânico 4 e Pânico 5, tendo apresentado conceitos para três filmes (que concluiriam com Pânico 6), embora seu contrato para o sexto filme ainda não tivesse sido finalizado. Williamson indicou que se um Pânico 5 fosse feito, seria uma continuação da história dos personagens que viveram em Pânico 4, mas que Pânico 4 não incluiria nenhum gancho que indicasse uma sequência futura.
Antes do lançamento de Pânico 4, o ator David Arquette também afirmou seu apoio a um potencial futuro filme da franquia, afirmando que "[o final] definitivamente deixa em aberto", antes de acrescentar que gostaria de receber a oportunidade de interpretar o personagem de Dewey em outros filmes. Em maio de 2011, o produtor executivo Harvey Weinstein confirmou que uma sequência era possível, dizendo que apesar do desempenho de Pânico 4 abaixo das expectativas financeiras da The Weinstein Company, ele ainda estava feliz com o faturamento acumulado. Em fevereiro de 2012, quando questionado sobre fazer Pânico 5, Williamson afirmou na época que não sabia se seria feito, dizendo que "não iria escrever".
Em 30 de setembro de 2013, Harvey Weinstein expressou seu interesse em um quinto filme, afirmando "Estou implorando [para Bob Weinstein] fazer o filme e terminar a franquia aí. Nós já ordenhamos essa vaca". Em julho de 2014, Williamson expressou dúvidas sobre um quinto filme acontecer, dizendo "Acho que Pânico 4 nunca decolou da maneira que eles esperavam". Ele também falou sobre sua saída da série, já que Craven e sua equipe "não queriam mais nada com ele". Em 25 de junho de 2015, o Washington Street Journal conduziu uma entrevista com Bob Weinstein. Quando questionado sobre a possibilidade de uma continuação após Pânico 4, Weinstein negou a possibilidade de um quinto filme ou qualquer outra continuação da franquia, citando a série da MTV como o lugar certo para a franquia encontrar uma nova vida. "É como colocar um filme de arte em um teatro de arte", disse Weinstein. "Onde os adolescentes moram é na MTV." mas, após a morte de Craven em 2015 e as acusações de assédio sexual contra Harvey Weinstein e o fechamento da The Weinstein Company, o futuro da franquia estava no limbo.
No entanto, no início de 2019, foi relatado que a Blumhouse Productions, especializada em filmes de terror, estava interessada em reviver a franquia e que o chefe do estúdio, Jason Blum, estava trabalhando para fazer esses novos filmes de Pânico acontecerem. Em novembro de 2019, o Spyglass Media Group adquiriu os direitos para fazer um novo Pânico. Não se sabia na época se seria uma sequência, um reboot ou remake. Também não se sabia se Williamson retornaria. No mês seguinte, foi anunciado que o filme contaria com um novo elenco, mas possivelmente com aparições de membros anteriores do elenco principal.
Em março de 2020, foi anunciado que Matt Bettinelli-Olpin e Tyler Gillett iriam dirigir o quinto filme, com Williamson como produtor executivo, e que o filme já havia entrado em desenvolvimento, com as filmagens planejadas para começar em maio de 2020. Em maio de 2020, foi anunciado que Neve Campbell estava em negociações para reprisar seu papel como Sidney Prescott no quinto filme. No mesmo mês, foi anunciado que David Arquette reprisaria seu papel de Dewey Riley no filme. James Vanderbilt e Guy Busick foram anunciados como escritores adicionais. Também foi confirmado que a produção do filme começaria no final do ano em Wilmington, Carolina do Norte, quando os protocolos de segurança para lidar com a pandemia de COVID-19 estivessem em vigor. Em junho de 2020, a Variety informou que o filme seria distribuído pela Paramount Pictures e tinha como objetivo inicial um lançamento em 2021, ano em que o primeiro filme, de 1996, fizesse 25 anos. Eles também disseram que ainda não se sabia se Cox ou Campbell, ou qualquer outro ator original que não Arquette, fosse reprisar seus papéis. Em 31 de julho de 2020, Cox postou um vídeo em sua conta oficial do Instagram, confirmando seu retorno à franquia para o quinto filme. A notícia foi então confirmada por vários outros veículos. Em agosto de 2020, Melissa Barrera e Jenna Ortega foram escaladas para papéis não revelados. Em setembro de 2020, Jack Quaid se juntou ao elenco em um papel não revelado. No mesmo mês, foi confirmado que Neve Campbell e Marley Shelton retornariam para reprisar seus papéis, com Dylan Minnette, Mason Gooding, Kyle Gallner, Jasmin Savoy Brown, Mikey Madison e Sonia Ben Ammar se juntando ao elenco. As filmagens começaram em 22 de setembro de 2020. Em 18 de novembro de 2020, Williamson confirmou no Twitter que as filmagens haviam sido concluídas e que o título oficial do filme seria simplesmente Scream.
O filme se passa vinte e cinco anos depois do massacre original na cidade de Woodsboro, quando um novo assassino surge para aterrorizar um grupo de adolescentes composto pelas irmãs Sam (Melissa Barrera), Tara (Jenna Ortega) e outros, trazendo à tona segredos do passado da cidade. O filme foi lançado no dia 13 de janeiro de 2022, recebendo críticas positivas e alguns veículos afirmando que o filme era a melhor sequência desde o original. 

### Scream VI(2023)
Neve Campbell e os diretores do quinto filme expressaram interesse em fazer futuros filmes da série. O sexto filme foi oficialmente anunciado em 3 de fevereiro de 2022, com a mesma equipe criativa retornando e com a produção programada para começar em meados de 2022. Em março de 2022, foi anunciado que o lançamento do filme estava agendado para 10 de março de 2023, e que Courteney Cox iria reprisar seu papel como Gale Weathers. Em 10 de maio de 2022, foi anunciado que Melissa Barrera, Jasmin Savoy Brown, Mason Gooding e Jenna Ortega também retornariam para o sexto filme. No dia seguinte, foi anunciado que Hayden Panettiere iria reprisar seu papel de Kirby Reed do quarto filme. Em 3 de junho de 2022, Dermot Mulroney se juntou ao elenco. Em 6 de junho de 2022, foi anunciado que Campbell não voltaria como Sidney Prescott para o sexto filme. A atriz fez uma declaração sobre como suas negociações de contrato e salário estagnaram com a Paramount; ela disse: "Como mulher, tive que trabalhar muito duro em minha carreira para estabelecer meu valor, especialmente quando se trata de Scream. Senti que a oferta que me foi apresentada não correspondia ao valor que trouxe para a franquia".
O sexto filme da franquia foi lançado no dia 9 de março de 2023, e mostra o grupo de sobreviventes do último filme composto por Sam, Tara, Chad e Mindy após se mudaram para a cidade de Nova Iorque em busca de um recomeço, enquanto surge um novo assassino usando a máscara de Ghostface que tem o grupo como alvo. O filme recebeu boas críticas em sua maioria, que elogiaram as atuações e as mortes.
| Filme    | Data de lançamento      | Diretor(es)                           | Roteirista(s)                 | Produtor(es)                                        |
| -------- | ----------------------- | ------------------------------------- | ----------------------------- | --------------------------------------------------- |
| Pânico   | 20 de dezembro de 1996  | Wes Craven                            | Kevin Williamson              | Cary Woods e Cathy Konrad                           |
| Pânico 2 | 12 de dezembro de 1997  | Wes Craven                            | Kevin Williamson              | Wes Craven, Cathy Konrad e Marianne Maddalena       |
| Pânico 3 | 04 de fevereiro de 2000 | Wes Craven                            | Ehren Kruger                  | Cathy Konrad, Kevin Williamson e Marianne Maddalena |
| Pânico 4 | 15 de abril de 2011     | Wes Craven                            | Kevin Williamson              | Wes Craven, Iya Labunka e Kevin Williamson          |
| Pânico 5 | 13 de janeiro de 2022   | Tyler Gillett e Matt Bettinelli-Olpin | Guy Busick e James Vanderbilt | Paul Neinstein, William Sherak e James Vanderbilt   |
| Pânico 6 | 9 de março de 2023      | Tyler Gillett e Matt Bettinelli-Olpin | Guy Busick e James Vanderbilt | Paul Neinstein, William Sherak e James Vanderbilt   |

## Elenco e personagens
| Ator/Atriz             | Personagem                 | Filmes       | Filmes       | Filmes       | Filmes       | Filmes                    | Filmes       |
| Ator/Atriz             | Personagem                 | Scream       | Scream 2     | Scream 3     | Scream 4     | Scream                    | Scream VI    |
| Ator/Atriz             | Personagem                 | (1996)       | (1997)       | (2000)       | (2011)       | (2022)                    | (2023)       |
| ---------------------- | -------------------------- | ------------ | ------------ | ------------ | ------------ | ------------------------- | ------------ |
| Principais             |                            |              |              |              |              |                           |              |
| Neve Campbell          | Sidney Prescott            | Principal    | Principal    | Principal    | Principal    | Principal                 |              |
| Courteney Cox          | Gale Weathers              | Principal    | Principal    | Principal    | Principal    | Principal                 | Principal    |
| David Arquette         | Dwight "Dewey" Riley       | Principal    | Principal    | Principal    | Principal    | Principal                 |              |
| Melissa Barrera        | Samantha "Sam" Carpenter   |              |              |              |              | Principal                 | Principal    |
| Jenna Ortega           | Tara Carpenter             |              |              |              |              | Principal                 | Principal    |
| Mason Gooding          | Chad Meeks-Martin          |              |              |              |              | Principal                 | Principal    |
| Jasmin Savoy Brown     | Mindy Meeks-Martin         |              |              |              |              | Principal                 | Principal    |
| Hayden Panettiere      | Kirby Reed                 |              |              |              | Principal    | Participação (easter egg) | Principal    |
| Jamie Kennedy          | Randy Meeks                | Principal    | Principal    | Participação |              |                           |              |
| Liev Schreiber         | Cotton Weary               | Participação | Principal    | Recorrente   |              |                           |              |
| Marley Shelton         | Judy Hicks                 |              |              |              | Principal    | Recorrente                |              |
| Skeet Ulrich           | William "Billy" Loomis     | Principal    |              |              |              | Participação              | Participação |
| Jack Quaid             | Richie Kirsch              |              |              |              |              | Principal                 | Participação |
| Roger L. Jackson (voz) | Ghostface                  | Principal    | Principal    | Principal    | Principal    | Principal                 | Principal    |
| Recorrentes            |                            |              |              |              |              |                           |              |
| Matthew Lillard        | Stuart "Stu" Macher        | Recorrente   |              |              |              |                           |              |
| Rose McGowan           | Tatum Riley                | Recorrente   |              |              |              |                           |              |
| Laurie Metcalf         | Debbie Salt / Nancy Loomis |              | Recorrente   |              |              |                           |              |
| Jerry O'Connell        | Derek Feldman              |              | Recorrente   |              |              |                           |              |
| Elise Neal             | Hallie McDaniell           |              | Recorrente   |              |              |                           |              |
| Timothy Olyphant       | Mickey Altieri             |              | Recorrente   |              |              |                           |              |
| Scott Foley            | Roman Bridger              |              |              | Recorrente   |              |                           |              |
| Patrick Dempsey        | Mark Kincaid               |              |              | Recorrente   |              |                           |              |
| Parker Posey           | Jennifer Jolie             |              |              | Recorrente   |              |                           |              |
| Emily Mortimer         | Angelina Tyler             |              |              | Recorrente   |              |                           |              |
| Deon Richmond          | Tyson Fox                  |              |              | Recorrente   |              |                           |              |
| Rory Culkin            | Charlie Walker             |              |              |              | Recorrente   |                           |              |
| Nico Tortorella        | Trevor Sheldon             |              |              |              | Recorrente   |                           |              |
| Erik Knudsen           | Robbie Mercer              |              |              |              | Recorrente   |                           |              |
| Mikey Madison          | Amber Freeman              |              |              |              |              | Recorrente                |              |
| Sonia Ben Ammar        | Liv McKenzie               |              |              |              |              | Recorrente                |              |
| Dylan Minnette         | Wesley "Wes" Hicks         |              |              |              |              | Recorrente                |              |
| Dermot Mulroney        | Detetive Wayne Bailey      |              |              |              |              |                           | Recorrente   |
| Jack Champion          | Ethan Landry               |              |              |              |              |                           | Recorrente   |
| Liana Liberato         | Quinn Bailey               |              |              |              |              |                           | Recorrente   |
| Devyn Nekoda           | Anika Kayoko               |              |              |              |              |                           | Recorrente   |
| Josh Segarra           | Danny Brackett             |              |              |              |              |                           | Recorrente   |
| Participações          |                            |              |              |              |              |                           |              |
| Drew Barrymore         | Casey Becker               | Participação |              |              |              |                           |              |
| W. Earl Brown          | Kenneth "Kenny" Jones      | Participação |              |              |              |                           |              |
| Henry Winkler          | Diretor Arthur Himbry      | Participação |              |              |              |                           |              |
| Joseph Whipp           | Xerife Burke               | Participação |              |              |              |                           |              |
| Kevin Patrick Walls    | Steven "Steve" Orth        | Participação |              |              |              |                           |              |
| Lawrence Hecht         | Neil Prescott              | Participação |              | Participação |              |                           |              |
| C. W. Morgan           | Henry "Hank" Loomis        | Participação |              | Participação |              |                           |              |
| David Booth            | Sr. Becker                 | Participação |              |              |              |                           |              |
| Carla Hatley           | Sra. Becker                | Participação |              |              |              |                           |              |
| Linda Blair            | Repórter                   | Participação |              |              |              |                           |              |
| Wes Craven             | Fred, o Zelador            | Participação |              |              |              |                           |              |
| Sarah Michelle Gellar  | Casey "Cici" Cooper        |              | Participação |              |              |                           |              |
| Jada Pinkett           | Maureen Evans              |              | Participação |              |              |                           |              |
| Lewis Arquette         | Chefe Lewis Hartley        |              | Participação |              |              |                           |              |
| Duane Martin           | Joel                       |              | Participação |              |              |                           |              |
| Rebecca Gayheart       | Irmã Lois                  |              | Participação |              |              |                           |              |
| Portia de Rossi        | Irmã Murphy                |              | Participação |              |              |                           |              |
| Omar Epps              | Phil Stevens               |              | Participação |              |              |                           |              |
| Marisol Nichols        | Dawnie Daveson             |              | Participação |              |              |                           |              |
| David Warner           | Gus Gold                   |              | Participação |              |              |                           |              |
| Philip Pavel           | Oficial Andrews            |              | Participação |              |              |                           |              |
| Chris Doyle            | Oficial Richards           |              | Participação |              |              |                           |              |
| Joshua Jackson         | Cara da Classe do Filme#1  |              | Participação |              |              |                           |              |
| Nancy O'Dell           | Repórter / Apresentadora   |              | Participação | Participação | Participação |                           |              |
| Tori Spelling          | 'Stab' Sidney Prescott     |              | Participação |              |              |                           |              |
| Luke Wilson            | 'Stab' Billy Loomis        |              | Participação |              |              |                           |              |
| Heather Graham         | 'Stab' Casey Becker        |              | Participação |              | Participação |                           |              |
| Lynn McRee             | Maureen Prescott           |              |              | Participação |              |                           |              |
| Heather Matarazzo      | Martha Meeks               |              |              | Participação |              | Participação              |              |
| Lance Henriksen        | John Milton                |              |              | Participação |              |                           |              |
| Matt Keeslar           | Tom Prinze                 |              |              | Participação |              |                           |              |
| Jenny McCarthy         | Sarah Darling              |              |              | Participação |              |                           |              |
| Patrick Warburton      | Steven Stone               |              |              | Participação |              |                           |              |
| Kelly Rutherford       | Christine Hamilton         |              |              | Participação |              |                           |              |
| Josh Pais              | Detetive Wallace           |              |              | Participação |              |                           |              |
| Carrie Fisher          | Bianca Burnette            |              |              | Participação |              |                           |              |
| Marielle Jaffe         | Olivia Morris              |              |              |              | Participação |                           |              |
| Alison Brie            | Rebecca Walters            |              |              |              | Participação |                           |              |
| Mary McDonnell         | Kathleen "Kate" Roberts    |              |              |              | Participação |                           |              |
| Adam Brody             | Detetive Hoss              |              |              |              | Participação |                           |              |
| Anthony Anderson       | Detetive Anthony Perkins   |              |              |              | Participação |                           |              |
| Aimee Teegarden        | Jenny Randall              |              |              |              | Participação |                           |              |
| Britt Robertson        | Marnie Cooper              |              |              |              | Participação |                           |              |
| Lucy Hale              | Sherrie Marconi            |              |              |              | Participação |                           |              |
| Shenae Grimes          | Trudie Harrold             |              |              |              | Participação |                           |              |
| Kristen Bell           | Chloe Buckley              |              |              |              | Participação |                           |              |
| Anna Paquin            | Rachel Milles              |              |              |              | Participação |                           |              |
| Kyle Gallner           | Vince Schneider            |              |              |              |              | Participação              |              |
| Chester Tam            | Deputado Vinson            |              |              |              |              | Participação              |              |
| Reggie Conquest        | Deputado Farney            |              |              |              |              | Participação              |              |
| Henry Czerny           | Dr. Christopher Stone      |              |              |              |              |                           | Participação |
| Samara Weaving         | Laura Crane                |              |              |              |              |                           | Participação |
| Tony Revolori          | Jason Carvey               |              |              |              |              |                           | Participação |
| Thomas Cadrot          | Brooks                     |              |              |              |              |                           | Participação |
| Andre Anthony          | Frankie                    |              |              |              |              |                           | Participação |
| Jason Cavalier         | Dono da Bodega             |              |              |              |              |                           | Participação |
| Thom Newell            | Greg Bruckner              |              |              |              |              |                           | Participação |
| Matthew Giuffrida      | Paul                       |              |              |              |              |                           | Participação |